# L.O.V.E.
L.O.V.E. (acronimo di Libertà, Odio, Vendetta, Eternità), comunemente nota come Il Dito, è una scultura dell'artista italiano Maurizio Cattelan.
L'opera è collocata al centro della piazza degli Affari di Milano, di fronte a palazzo Mezzanotte, sede della Borsa milanese. La scultura, alta 4 metri e 60 centimetri (che diventano 11 metri complessivi comprendendo il basamento su cui è eretta), è realizzata in marmo di Carrara.

## Storia
È stata inaugurata il 24 settembre 2010 dall'allora sindaca di Milano, Letizia Moratti. Inizialmente era previsto che la scultura, installata nell'ambito di una contemporanea mostra di Cattelan a Palazzo Reale, rimanesse nella piazza soltanto per una settimana; ciò nonostante, fin dai primi giorni s'iniziò a discutere circa una possibile collocazione in via permanente. Lo stesso Cattelan si espose con una lettera all'allora assessore alla Cultura milanese, Massimiliano Finazzer Flory, in cui si rendeva disponibile alla donazione dell'opera alla città, a patto però che venisse rispettato «lo spirito originale del lavoro. Il progetto è stato realizzato per piazza Affari e lì deve rimanere, questa è la mia condizione».
Nei mesi seguenti, pur a fronte di alcune proteste dal mondo della finanza milanese, l'esposizione del Dito venne quindi prorogata di volta in volta finché tra il 2011 e il 2012 la giunta di Giuliano Pisapia, successore di Moratti a palazzo Marino, decise per la sua definitiva installazione nel luogo-simbolo della finanza italiana, grazie all'intervento del nuovo assessore alla Cultura, Stefano Boeri.

## Descrizione
L'opera raffigura una mano con il dito medio alzato, mentre le restanti dita sono mozzate. Una delle interpretazioni proposte vorrebbe che la mano raffiguri un saluto romano, gesto irriconoscibile data l'assenza di quasi tutte le dita, come erose dal tempo, eccetto il succitato medio.
Il gesto offensivo che ne scaturisce, e che contrasta ironicamente con lo stile classico e monumentale dell'opera, sembra così rivolgersi sia all'architettura razionalista di palazzo Mezzanotte, tipica del ventennio fascista, sia al mondo della finanza che esso rappresenta; in questo senso, la scultura è stata spesso associata a temi d'inizio XXI secolo come la grande recessione e la protesta contro l'alta finanza, collegamento che Cattelan non ha mai avallato esplicitamente.

## Nella cultura di massa
Fin dalla sua installazione, l'opera è divenuta immediatamente uno dei simboli della Milano contemporanea. A riprova del suo valore intrinseco, è stata scelta come scenario di alcune manifestazioni:
- il 23 febbraio 2013, in occasione della settimana della moda, degli attivisti di Greenpeace hanno coperto il dito con un guanto verde per chiedere all'industria della moda maggiore attenzione ai temi ambientalisti;[8][9]
- il 19 luglio 2019 la scultura è stata utilizzata per la presentazione italiana di una serie, La casa di carta, coperta in parte con una maschera che ricorda Salvador Dalí,[10] la stessa indossata dai protagonisti della serie;
- il 15 gennaio 2023 gli attivisti di Ultima Generazione, gruppo che si batte contro l'inazione climatica, hanno ricoperto il basamento del dito con vernice gialla lavabile,[11] al fine di denunciare i finanziamenti verso i combustibili fossili da parte dello Stato.